# MPRII
Le MPRII est le premier ensemble de normes concernant l'ergonomie et les économies d'énergie sur les moniteurs.
Pour respecter le standard MPRII, le moniteur d'ordinateur doit disposer d'un mode veille qui réduit au minimum sa consommation électrique quand il ne reçoit pas de signal vidéo et être compatible avec la norme DCC (Plug and Play).
Après MPRII qui est le strict minimum, il y a eu le TCO 95, puis le TCO 99.